# Кожем'яко Володимир Прокопович
Кожем'яко Володимир Прокопович (нар. 8 серпня 1945, м. Ліда Гродненської області (Білорусь) — 8 червня 2017, Вінниця) — український науковець, завідувач кафедри лазерної та оптоелектронної техніки Вінницького національного технічного університету (1999-2017), доктор технічних наук (1989), професор (1989), заслужений діяч науки і техніки України (2001), академік Академії інженерних наук України.

## Життєпис
Народився Володимир Прокопович 8 серпня 1945 року у місті Ліда Гродненської області (Білорусь) у родині педагогів. У 1961 році закінчив Заболотцевську середню школу. У 1963—1968 рр. Володимир Прокопович навчався у Львівському політехнічному інституті за спеціальністю «Математичні та лічильно-розв'язувальні прилади і пристрої». У 1968 році, після закінчення Львівського політеху за спеціальністю інженер-електрик, був прийнятий на посаду асистента Вінницького філіалу Київського політехнічного інституту (КПІ).

## Професійна діяльність
1968—1970 — асистент Вінницького філіалу КПІ
1970—1971 — старший викладач Вінницького філіалу КПІ
1971—1974 — аспірант Ленінградського інституту точної механіки і оптики
1974—1978 — старший викладач кафедри обчислювальної техніки ВПІ
1974 — захистив кандидатську дисертацію, працював старшим викладачем
1977 — присвоєння наукового ступеня кандидата технічних наук
1978 — доцент кафедри обчислювальної техніки ВПІ
1980 — присвоєно вчене звання доцента кафедри обчислювальної техніки ВПІ
1980—1991 — кращий винахідник ВПІ
1985 — захист докторської дисертації на тему: «Розробка і дослідження оптоелектронних логіко-часових інформаційно-обчислювальних середовищ» (елементна база, принципи побудови, архітектура, алгоритми функціонування)
1985—1986 — доцент кафедри автоматики і проектування ВПІ
1986 — завідувач кафедри нарисної геометрії та креслення ВПІ
1986—1995 — науковий керівник СКТБ «Квантрон»
1989 — присвоєння наукового ступеня доктора технічних наук
1989 — присвоєно вчене звання професора кафедри нарисної геометрії та машинної графіки
1991 — завідувач кафедри геометрії та машинної графіки ВПІ
1995 — професор кафедри оптоелектронного приладобудування ВДТУ
1998 — завідувач кафедри оптоелектроніки ВНТУ
1999 — завідувач кафедри лазерної та оптоелектронної техніки
2000 — обраний членом Вінницького обласного комітету народного контролю, науково-координаційної ради, членом комісії по присвоєнню звання «Почесний громадянин міста Вінниці».

## Нагороди
1980 — нагороджений дипломом лауреата Всесоюзного огляду науково-технічної творчості молоді
1983 — нагороджений срібною медаллю за досягнуті успіхи в розвитку народного господарства СРСР
1987 — нагороджений бронзовою медаллю за досягнуті успіхи в розвитку народного господарства СРСР
1988 — нагороджений дипломом II-го ступеня за успіхи в економічному і соціальному розвитку УРСР
1994 — за значний вклад у розвиток науки і техніки нагороджений золотою медаллю Генрі Коунда в рамках ЮНЕСКО
1998 — оголошена Подяка за активну участь в обласному конкурсі науково-технічних ідей
2000 — визнаний кращим освітянином України
2001 — Указом Президента України за заслуги у соціально-економічному і культурному розвитку області, вагомі досягнення в професійній діяльності, присвоєно почесне звання «Заслужений діяч науки і техніки»
2001 — нагороджений премією «Народ мій завжди буде» за пропаганду надбань української науки на теренах Європи та інших континентів
2001 — обраний «Людиною року» у м. Вінниці в номінації «Наука»
2006 — нагороджений Почесною грамотою ВНТУ за значні досягнення у винахідницькій діяльності у 2006 році
2004—2009 — отримав Гранти Вінницької обласної державної адміністрації за перші місця в конкурсі наукових програм.

## Наукова, педагогічна та навчально-методична робота
Результатом наукової та педагогічної діяльності професора В. П. Кожем'яки більше 900 наукових робіт, з яких понад 400 патентів і авторських свідоцтв на винаходи, 19 монографій та 14 навчальних посібників. У рамках діяльності наукової школи підготовлено 7 докторів технічних наук і 57 кандидатів технічних наук, з яких 9 іноземних громадян. Науковий напрям — «Оптико-електронні логіко-часові середовища у інформаційно-обчислювальній техніці».
Професор Кожем'яко В. П. очолював у ВНТУ науковий напрям «Оптико-електронні логіко-часові середовища а інформаційно-обчислювальній техніці». Він розробив узагальнену теорію і основи схемотехніки оптоелектронних логіко-часових середовищ. Це дозволило принципово удосконалити архітектуру і структурну організацію паралельних обчислювальних машин, відмінних від Неймановського типу, а також на якісно новому рівні вирішити проблему розпізнавання і оброблення зображень.
В. П. Кожем'яко розробив та дослідив технічно і логічно повну елементну базу, яка задовільняє системні вимоги людино-машинних комплексів з ознаками штучного інтелекту. Він вперше довів перспективу застосування оптико-електроніки у квантронній схемо- і системотехніці для створення операційних плоских і об'ємних однорідних інформаційно-обчислювальних засобів на основі функціонально-інтегральних елементів індикації (квантронів). У останніх, поряд з підвищенням продуктивності на основі багатофункціональності, здійснюється паралельне оптичне введення-виведення інформації, аналого-цифрове та KVP-перетворення, зберігання, обробка та передача зображень по ВОЛЗ-інтерфейсах до інтелектуальних дисплеїв, що в комплексі дало можливість створити ефективні інформаційно-енергетичні системи. Вперше запропоновано і науково обґрунтовано концепції побудови сучасних паралельних комп'ютерів око-процесорного типу у монографіях «Оптико-електронные логико-временные информационно-вычислительные среды» (1984 р.), «Оптоэлектронные параллельные вычислительные устройства» (1985 р.), «Организация оптоэлектронных некогерентних процессоров ЦВМ» (1988 р.).

## Розробки
- Методи швидкісного оброблення інформації та оптико-електронні інформаційно-енергетичні технології;
- Засоби електроніки в системах технічного зору і штучного інтелекту;
- Біомедичні лазерні та оптичні прилади для діагностування й терапії людини[1].

## Монографії
1. Архітектура динамічних оптичних оперативних запам'ятовувальних пристроїв на волоконно-оптичних лініях [Архівовано 17 Березня 2022 у Wayback Machine.]: монографія / С. М. Цирульник, В. П. Кожем'яко, Г. Л. Лисенко ; ВНТУ. — Вінниця: ВНТУ, 2009. — 187 с.
2. Елементи око-процесорної обробки зображень в логіко-часовому середовищі: монографія / Н. В. Сачанюк-Кавецька, В. П. Кожем'яко ; МОН України. — Вінниця: УНІВЕРСУМ-Вінниця, 2004. — 135 с.
3. Інформаційно-вимірювальні системи відновлення і ущільнення зображень: монографія / А. М. Пєтух, О. М. Рейда, В. П. Майданюк, В. П. Кожем'яко ; ВНТУ. — Вінниця: ВНТУ, 2011. — 144 с.
4. Квантові перетворювачі на оптоелектронних логіко-часових середовищах для око-процесорної обробки зображень: монографія / ВНТУ ; В. П. Кожем'яко, Т. Б. Мартинюк, О. І. Суприган. — Вінниця: УНІВЕРСУМ-Вінниця, 2007. — 126 с.
5. Методика визначення втрат ПЕР на газоперекачуючих компресорних станціях: монографія / В. П. Кожем'яко, Є. С. Корженко. — Київ: Держкомітет енергозбереження, 1999.
6. Образний відео-комп'ютер око-процесорного типу [Архівовано 27 Січня 2020 у Wayback Machine.]: монографія / В. П. Кожем'яко, Г. Л. Лисенко, А. А. Яровий, А. В. Кожем'яко ; ВНТУ. — Вінниця: УНІВЕРСУМ-Вінниця, 2008. — 215 с.
7. Обробка, передача і відтворення зображень в управлінських геоінформаційно-енергетичних системах на базі логіко-часових перетворень: монографія / В. П. Кожем'яко, Л. О. Волонтир, Г. Д. Дорощенков ; ВНТУ. — Вінниця: ВНТУ, 2011. — 184 с.
8. Око-процесорна обробка та розпізнавання образної інформації за геометричними ознаками [Архівовано 27 Січня 2020 у Wayback Machine.]: монографія / С. І. Кормановський, В. П. Кожем'яко ; ВНТУ. — Вінниця: УНІВЕРСУМ-Вінниця, 2008. — 160 с.
9. Оптико-електронні методи і засоби для обробки та аналізу біомедичних зображень: монографія / В. П. Кожем'яко, С. В. Павлов, К. І. Станчук ; ВНТУ. — Вінниця: УНІВЕРСУМ-Вінниця, 2006. — 203 с.
10. Оптико-електронні технології аналізу біомедичних зображень: монографія / С. В. Павлов, В. П. Кожем'яко, І. І. Бурденюк, Р. Х. Рамі ; ВНТУ. — Вінниця: ВНТУ, 2012. — 166 с.
11. Оптоэлектронные некогерентные процессоры: монография / О. Г. Натрошвили, В. П. Кожемяко. — Тбилиси: Готлета, 1990.
12. Паралельно-ієрархічне перетворення і Q-обробка інформації для систем реального часу: монографія / М. О. Ковзель, Л. І. Тимченко, Ю. Ф. Кутаєв, С. В. Свечніков, В. П. Кожем'яко, О. І. Стасюк, С. М. Білан, Л. В. Загоруйко. — Київ: «КУЕТТ», 2006. — 492 с. — ISBN 966-340-158-3.
13. Паралельно-ієрархічне перетворення як системна модель оптико-електронних засобів штучного інтелекту: монографія / МОН України ; уклад. : В. П. Кожем'яко, Ю. Ф. Кутаєв, С. В. Свєчніков, Л. І. Тимченко, А. А. Яровий. — Вінниця: УНІВЕРСУМ-Вінниця, 2003. — 324 с.
14. Паралельно-ієрархічні мережі як структурно-функціональний базис для побудови спеціалізованих моделей образного комп'ютера: монографія / В. П. Кожем'яко, Л. І. Тимченко, А. А. Яровий ; МОН України. — Вінниця: УНІВЕРСУМ-Вінниця, 2005. — 161 с.
15. Параллельная обработка изображений: монография / В. П. Кожемяко, А. К. Гара, Т. Б. Мартынюк, А. Г. Буда. — Ужгород, 1993. — 89 с.
16. Принципи ущільнення та перетворення зображень [Архівовано 27 Січня 2020 у Wayback Machine.]: монографія / В. П. Кожем'яко, А. С. Васюра, Н. В. Сачанюк-Кавецька, О. В. Кириченко ; ВНТУ ; за ред. В. П. Кожем'яко. — Вінниця: ВНТУ, 2011. — 242 с.
17. Пристрої порівняння зображень на біспін-приладах для оптоелектронних паралельних процесорів та нейрокомп'ютерів: монографія / О. К. Колесницький, В. П. Кожем'яко ; ВНТУ. — Вінниця: ВНТУ, 2010. — 124 с.
18. Фізичні основи біомедичної оптики [Архівовано 20 Серпня 2018 у Wayback Machine.]: монографія / С. В. Павлов, В. П. Кожем'яко, П. Ф. Колісник [та ін.] ; ВНТУ. — Вінниця: ВНТУ, 2010. — 152 с.
19. Фотоплетизмографічні технології контролю серцево-судинної системи [Архівовано 3 Листопада 2018 у Wayback Machine.]: монографія / С. В. Павлов, В. П. Кожем'яко, В. Г. Петрук, П. Ф. Колісник ; ВНТУ. — Вінниця: УНІВЕРСУМ-Вінниця, 2007. — 254 с.